# Gennaker

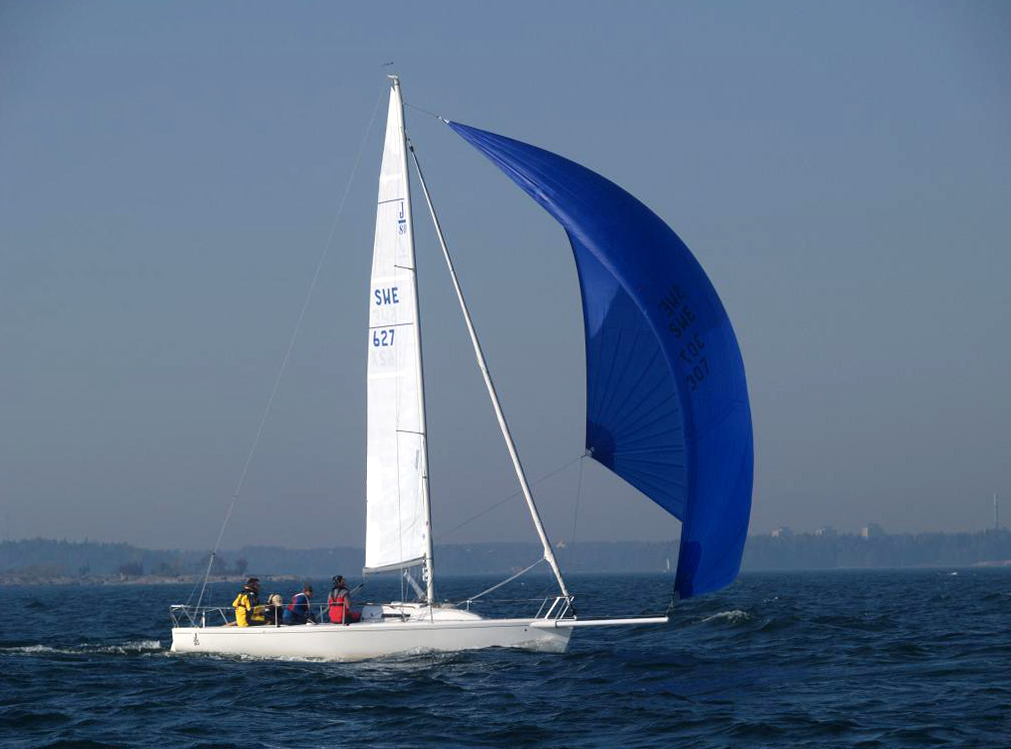
Un gennaker (la vela blava).

Un gennaker és una vela que va ser desenvolupada al voltant de 1990. Utilitza quan navega a favor del vent, és un híbrid entre un gènova i un espinàquer. És òptim per a una àmplia gama d'angles de vent: des de la quadra a la popa rodona. Una forma primitiva de gennaker fou el "gollywhomper", que va ser utilitzat breument la dècada de 1870.

## Característiques

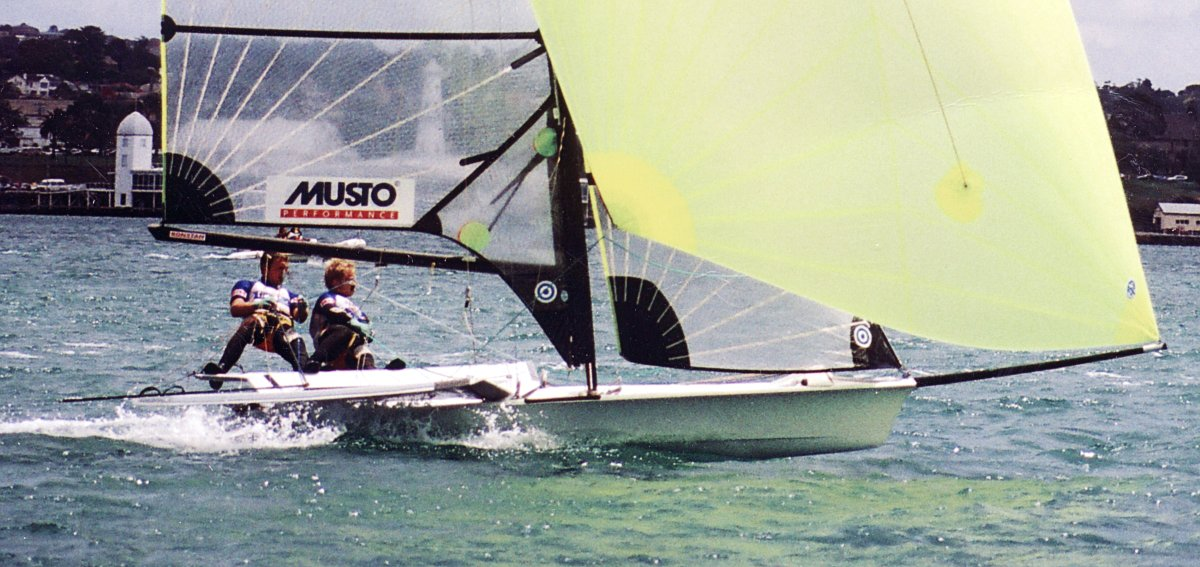
Navegant amb un gennaker (groc)

El gennaker és una vela especialitzada que s'utilitza principalment en vaixells de competició per a superar amb un bon rendiment l'espai buit entre un gènova i un espinàquer. De vegades és l'única vela que es porta bord per a les empopades, ja que és més fàcil d'usar i té un preu més baix que un spinnaker. A causa de la seva geometria, el gennaker és menys propens a col·lapsar-se que un spinnaker (acció d'agafar el vent per l'altre costat de la vela).
No és simètric com un veritable espinàquer, en canvi és asimètric com un gènova, però el gennaker no no és subjecta a l'estai de proa com el cas d'un floc o un gènova. El gennaker està equipat com un espinàquer, però amb el puny d'amura amarrat a la proa del buc o a un bauprès. Té una secció corba més gran que un gènova però significativament menor que la d'un espinàquer. Això és òptim per a generar velocitat amb angles d'atac més grans 